# ام‌جی ان-تیپ
ام‌جی ان-تیپ (MG N-type) خودرویی است که در سال‌های ۱۹۳۴ تا ۱۹۳۶۷۴۵ builtتولید شده‌است.
این خودرو در کلاس خودرو اسپورت قرار گرفته، است.
موتور آن ۱۲۷۱ سی‌سی سیستم جعبه‌دندهٔ آن به صورت دستی است.